# Carmen Perea
Carmen Perea Alcalá (3 de mayo de 1952) es una extenista, entrenadora y directora de torneos de tenis española. Fue la mejor tenista española en la década de los 70 y ganó nueve veces el Campeonato de España de Tenis.

## Biografía
Nació en Melilla (España) y a los 14 años fue iniciada en el tenis por su padre al calor de los éxitos tenísticos de Manuel Santana. En 1973 ganó su primer Campeonato de España de Tenis antes Silvia Ramón y se adjudicó todos los trofeos hasta que ganó el último en 1982; quedó finalista en 1979 al perder contra Mónica Álvarez Mon. Además, ganó 4 veces el Campeonato de España en la modalidad de dobles y otras 4 en la modalidad de mixto.
Disputó 29 eliminatorias de Copa Federación, jugando 33 partidos.
Se retiró en 1984, tras perder en la fase previa del torneo de Berlín en tres sets frente a una niña de 12 años llamada Steffi Graf.
Posteriormente, fue entrenadora de diversos jugadores como Sergi Bruguera, Nuria Llagostera o Patrícia Medrado, y ha organizado diversos torneos de tenis juveniles y de veteranos.

## Palmarés

### Campeonatos de España (9)
| Nº | Fecha                    | Lugar           | Rival en la Final         | Marcador Final |
| 1  | 23 de diciembre de 1973  | Barcelona       | Silvia Ramón              | 6-2, 6-3       |
| 2  | 3 de noviembre de 1974   | Neguri - Bilbao | María Victoria Baldovinos | 8-6, 6-3       |
| 3  | 15 de diciembre de 1975  | Valencia        | María Victoria Baldovinos | 9-7, 8-6       |
| 4  | 29 de octubre de 1976    | Oviedo          | María Victoria Baldovinos | 6-1, 6-2       |
| 5  | 27 de octubre de 1977    | Barcelona       | María Victoria Baldovinos | 1-6, 6-1, 6-2  |
| 6  | 23 de diciembre de 1978  | Elche           | Mónica Álvarez Mon        | 6-2, 5-7, 8-6  |
| 7  | 21 de septiembre de 1980 | Madrid          | Mónica Álvarez Mon        | 1-6, 7-5, 6-1  |
| 8  | 13 de septiembre de 1981 | Avilés          | María Victoria Baldovinos | 3-6, 6-3, 6-2  |
| 9  | 31 de octubre de 1982    | Tarragona       | Carolina Franch           | 4-6, 6-1, 6-2  |

### Finalista (1)
| Nº | Fecha                 | Lugar  | Rival en la Final  | Marcador Final |
| 1  | 21 de octubre de 1979 | Madrid | Mónica Álvarez Mon | 1-6, 6-4, 6-4  |

### Campeonato de España en dobles (4)
| Nº | Fecha                    | Lugar     | Compañera                 | Rivales en la Final                                       | Marcador Final |
| 1  | 29 de octubre de 1976    | Oviedo    | Mónica Álvarez Mon        | Ana María Estalella / María del Carmen Hernández Coronado | 2-6, 6-4, 6-1  |
| 2  | 21 de septiembre de 1980 | Madrid    | Beatriz Bellón            | Mónica Álvarez Mon / Silvia Blume                         | 5-7, 6-4, 6-3  |
| 3  | 13 de septiembre de 1981 | Avilés    | María Victoria Baldovinos | Laura García / Marisa Sánchez                             | 6-2, 6-3       |
| 4  | 31 de octubre de 1982    | Tarragona | María Victoria Baldovinos | Beatriz Pellón / Silvia Blume                             | 6-2, 2-6, 6-3  |

### Finalista (8)
| Nº | Fecha                   | Lugar           | Compañera                 | Rivales en la Final                                       | Marcador Final |
| 1  | 29 de octubre de 1972   | Murcia          | Silvia Blume              | Ana María Estalella / María del Carmen Hernández Coronado | 6-1, 7-5       |
| 2  | 23 de diciembre de 1973 | Barcelona       | Silvia Blume              | Ana María Estalella / María del Carmen Hernández Coronado | 6-1, 7-5       |
| 3  | 3 de noviembre de 1974  | Neguri - Bilbao | María Victoria Baldovinos | Ana María Estalella / María del Carmen Hernández Coronado | WO             |
| 4  | 15 de diciembre de 1975 | Valencia        | Silvia Blume              | Ana María Estalella / María del Carmen Hernández Coronado | 9-7, 8-6       |
| 5  | 27 de octubre de 1977   | Barcelona       | María Victoria Baldovinos | Mónica Álvarez Mon / María del Carmen Hernández Coronado  | 6-4, 3-6, 8-6  |
| 6  | 23 de diciembre de 1978 | Elche           | María Victoria Baldovinos | Mónica Álvarez Mon / Silvia Blume                         | 6-2, 6-3       |
| 7  | 30 de octubre de 1983   | Barcelona       | María Victoria Baldovinos | Ana Almansa / Michelle Grath                              | 6-2, 6-3       |
| 8  | 28 de octubre de 1984   | Marbella        | María Victoria Baldovinos | Ninoska Souto / Janet Souto                               | 6-4, 6-3       |